# Colegiul Reformat din Cluj-Napoca

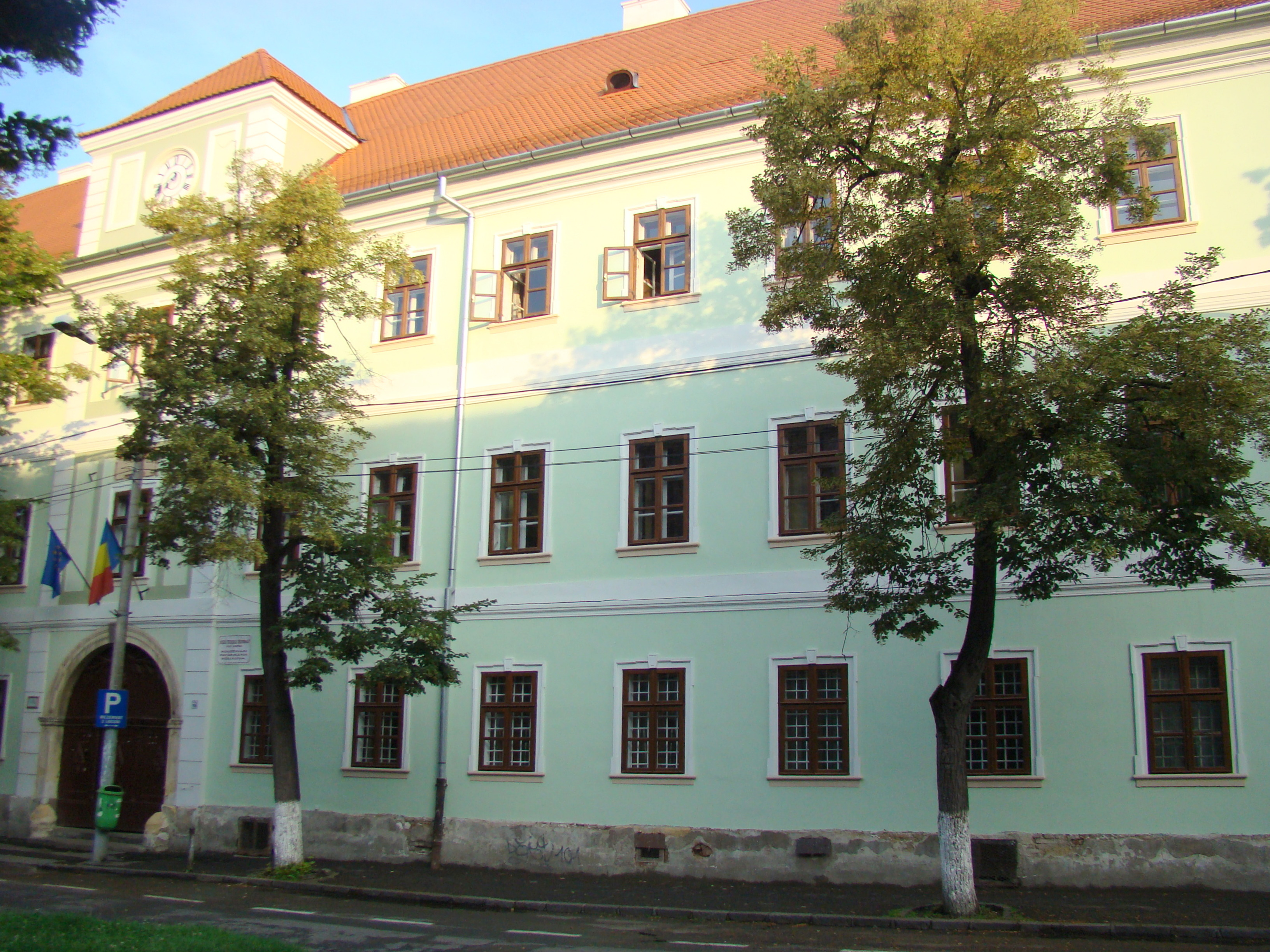
Liceul Teoretic Reformat
(str. Mihail Kogălniceanu nr. 16)

Colegiul Reformat din Cluj (azi Liceul Teologic Reformat), edificat în secolul al XVIII-lea pe Ulița Lupilor din Cluj-Napoca, în prezent str. Mihail Kogălniceanu nr. 16, este una din cele mai însemnate clădiri baroce din oraș.

## Istoric
Prima clădire a Colegiului Reformat (numită și Vechiul Colegiu) a fost construită între anii 1651-1653 de către Agostino Serena și extinsă în anii 1780. Incendiul de proporții din 1798 a distrus clădirea originală a colegiului. A doua clădire (Noul Colegiu), păstrată până în zilele noastre, a fost edificată între anii 1799-1819, fundațiile fiind deplasate ceva mai către vest față de ruinele Vechiului Colegiu.
În anul 1899 s-a construit sala de gimnastică, în stil neoclasic (asemănătoare unui templu grec), cu fațada posterioară (str. Avram Iancu nr. 27-29) prevăzută cu un fronton triunghiular și cu 4 coloane dorice (monument istoric, cod LMI CJ-II-m-B-07364).
În anul 1902 a fost construită o altă clădire anexă a colegiului, cu fațada principală spre str. Avram Iancu, care după 1918 a devenit actualul Liceu „Gheorghe Șincai”.
Colegiul a fost declarat monument istoric (cod LMI CJ-II-m-B-07379).

## Galerie de imagini

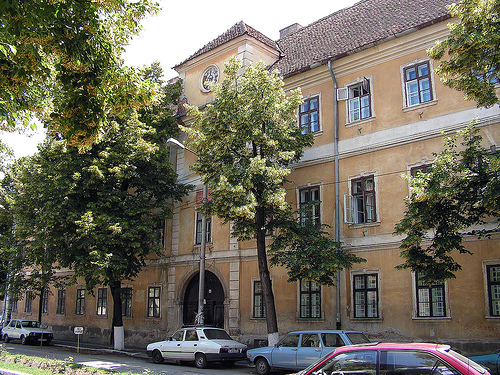
Colegiul Reformat Cluj (Liceul Teologic Reformat)
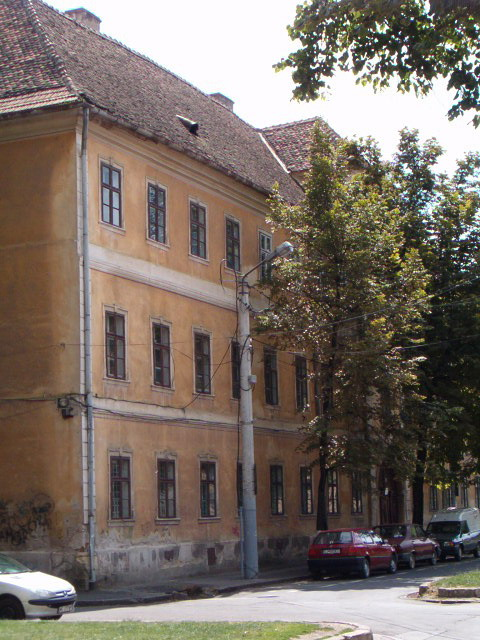
Colegiul Reformat Cluj
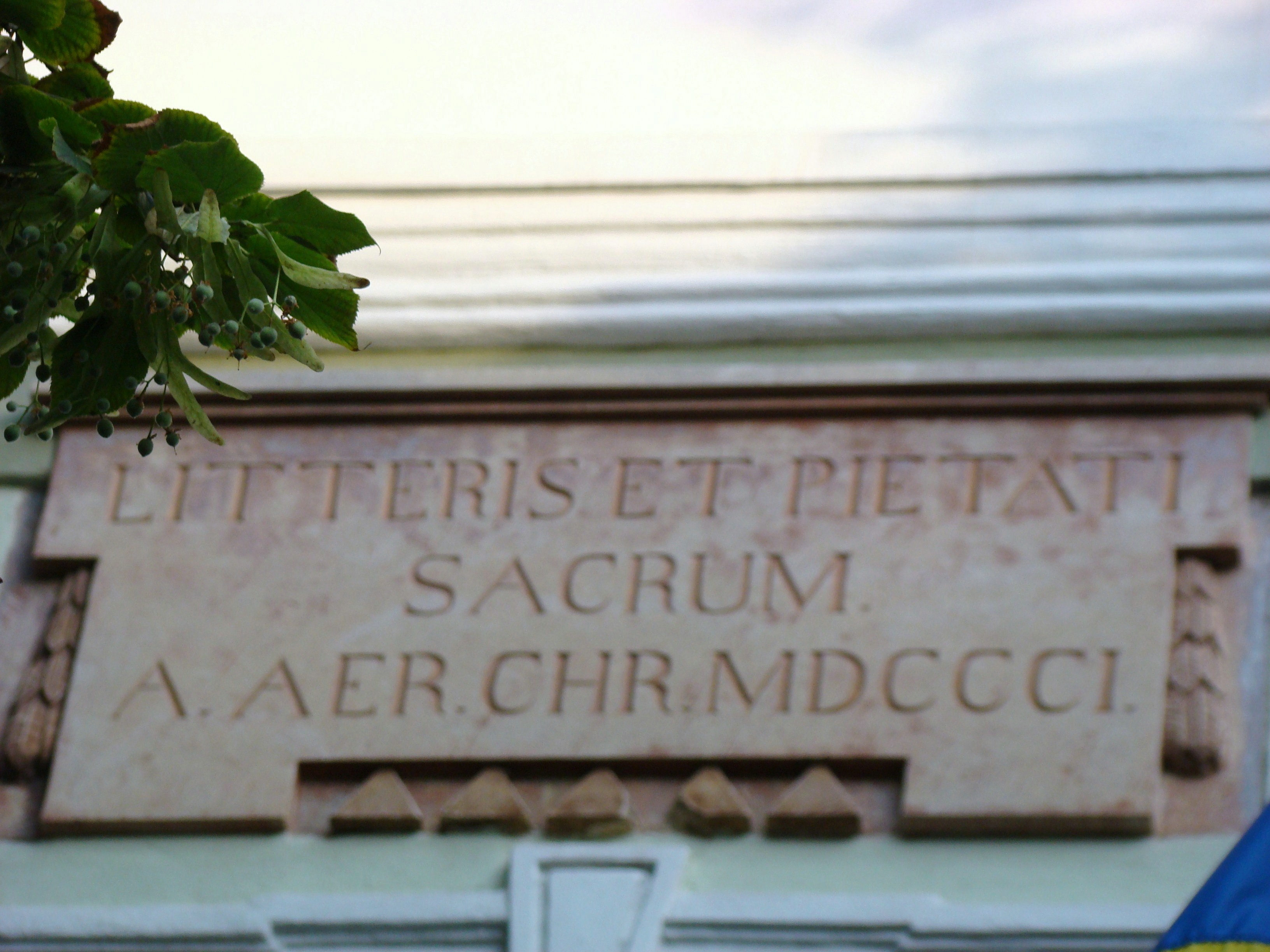
Colegiul Reformat Cluj
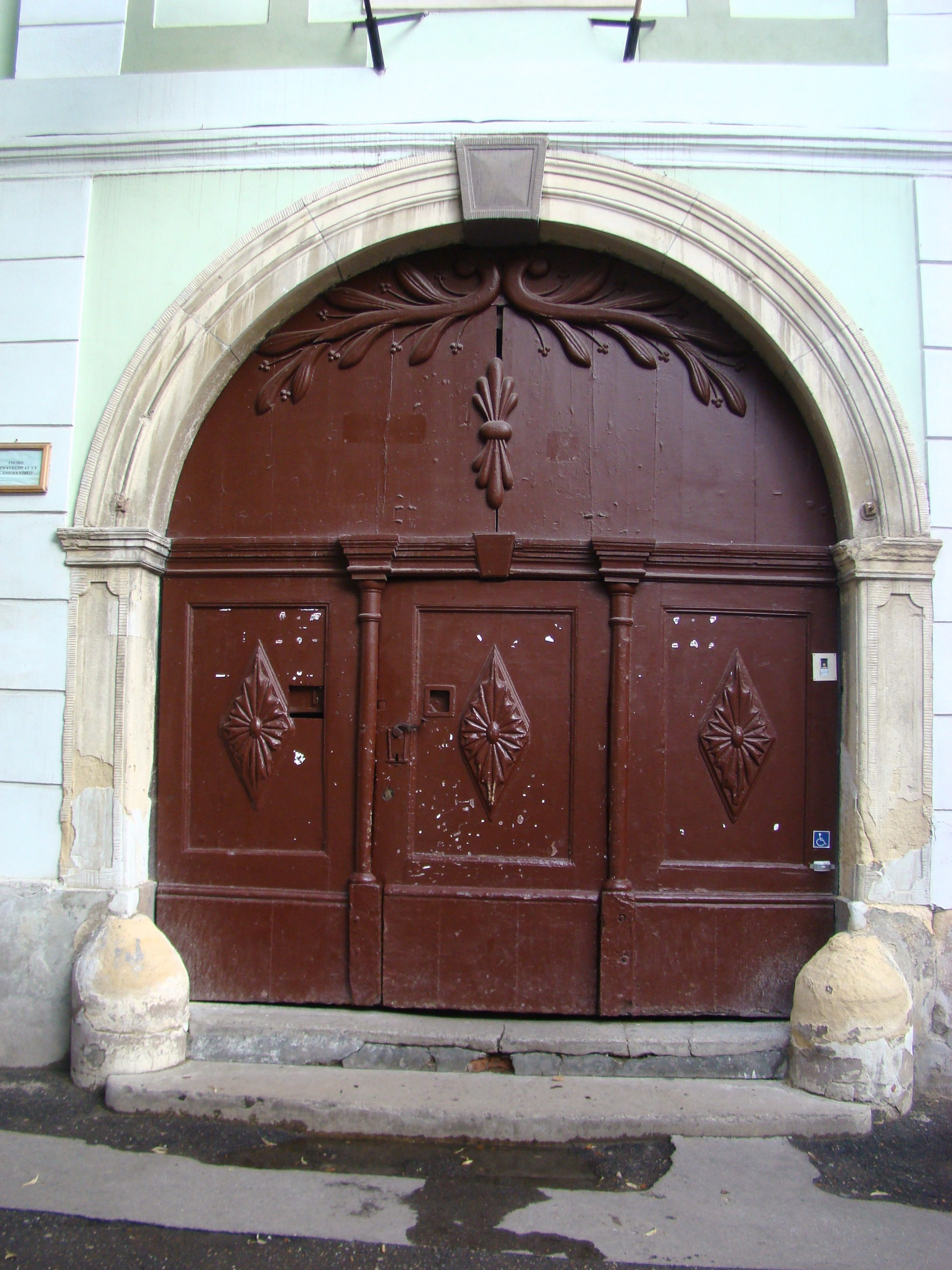
Colegiul Reformat Cluj
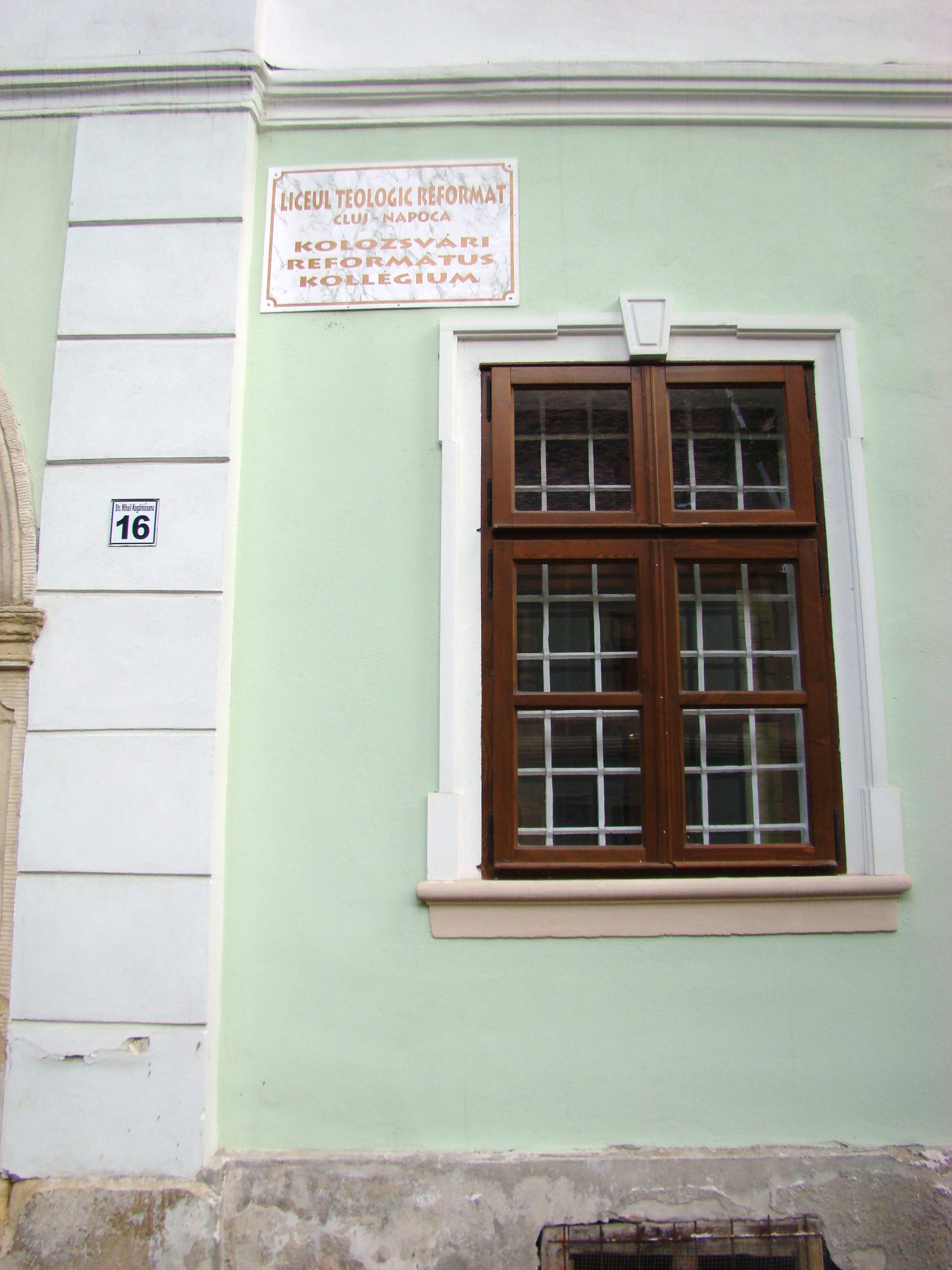
Colegiul Reformat Cluj
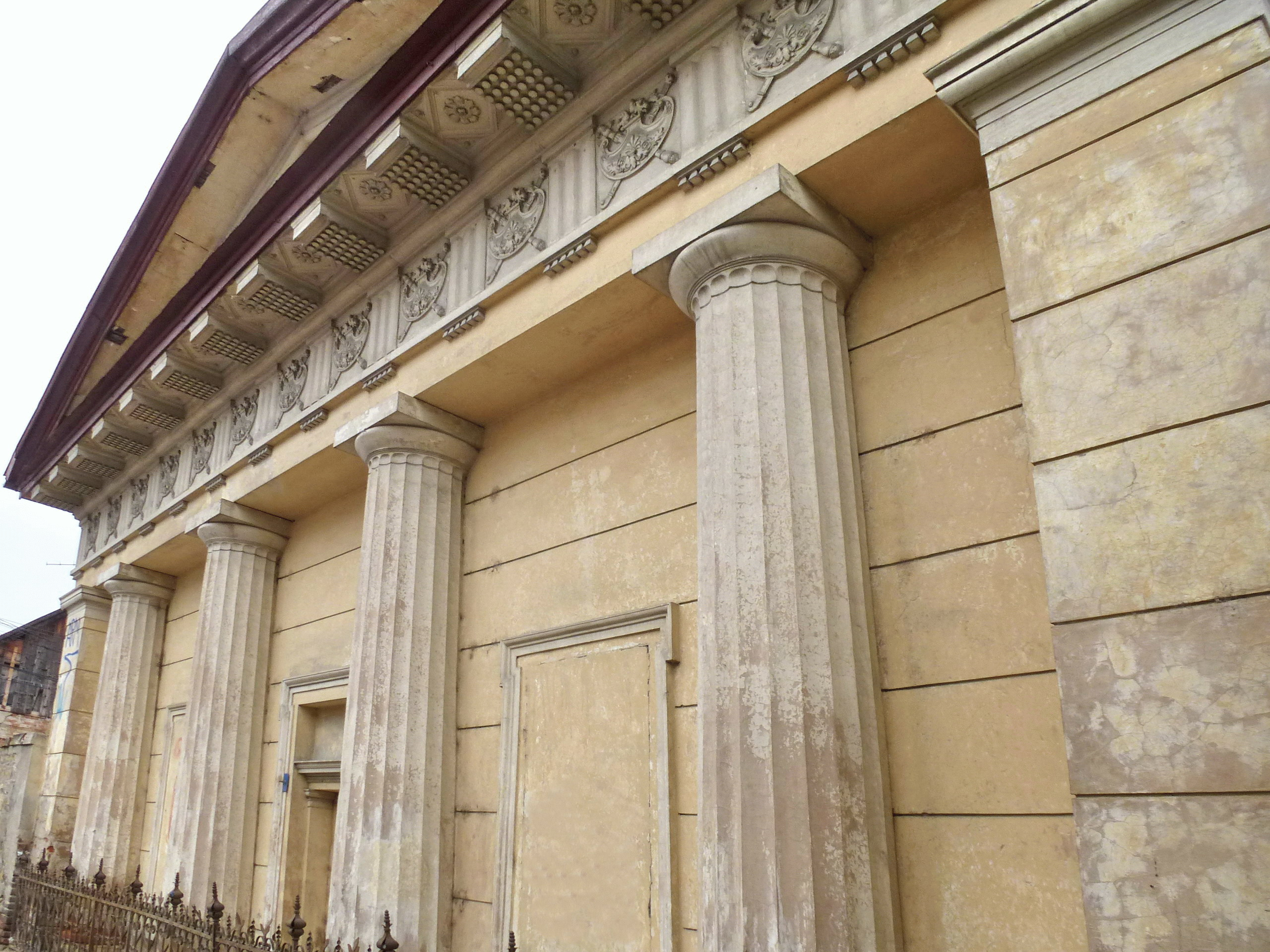
Colegiul Reformat Cluj (sala de gimnastică din 1899 în stil neoclasic)